# Chromis unipa
Chromis unipa är en fiskart som beskrevs av Allen och Erdmann 2009. Chromis unipa ingår i släktet Chromis och familjen Pomacentridae. Inga underarter finns listade i Catalogue of Life.